# David Dawson (Choreograf)
David Dawson (* 4. März 1972 in London)
ist ein britischer Ballett-Tänzer und Choreograf.

## Leben und Wirken
David Dawson absolvierte seine Ausbildung zum Ballett-Tänzer an der Rona Hart School of Dance, der Arts Educational School und der Royal Ballet School in London. 1991 gewann er den Professional Level Prize des Prix de Lausanne und tanzte anschließend im Ensemble  des Birmingham Royal Ballet (1991–1994), des English National Ballet (1994–1995) und des Het Nationale Ballet, Amsterdam (1995–2000), wo auch seine ersten choreografischen Arbeiten entstanden. 2000 wechselte er zum Ballett Frankfurt, wo er unter der Leitung von William Forsythe weitere zwei Jahre als Erster Solist tanzte.
2002 beendete er seine aktive Tanzlaufbahn und arbeitet seitdem ausschließlich als Choreograf. Von 2004 bis 2006 schuf er mehrere Stücke für das Ensemble des Het Nationale Ballet in Amsterdam, darunter The Grey Area, für das er mit dem Prix Benois de la Danse als bester Choreograf ausgezeichnet wurde. 2005 erhielt er als erster englischer Choreograf eine Einladung vom renommierten russischen Mariinski/Kirow-Ballett, um ein Stück für deren Ensemble zu kreieren (Reverence) und wurde für diese Arbeit mit der Goldenen Maske, dem höchsten Theaterpreis Russlands, geehrt.
Während seiner Tätigkeit als Hauschoreograf des Semperoper Ballett Dresden von 2006 bis 2009 schuf er mit seiner Neuinterpretation von Giselle u. a. sein erstes Handlungsballett.
Im September 2010 wurde Dawson zum Hauschoreografen des Königlichen Ballett Flandern in Antwerpen ernannt.

## Choreografien
| - 1997: Born Slippy - 1998: Scenes from an Interview - 1998: Step Study - 1999: Psychic Whack - 2000: A Million Kisses to my Skin - 2002: The Grey Area - 2004: 00:00 - 2004: Morning Ground - 2005: Reverence - 2006: The Gentle Chapters - 2006: Das Verschwundene \| The Disappeared | - 2007: A Sweet Spell of Oblivion - 2007: On the Nature of Daylight - 2008: Giselle - 2009: The World According to Us - 2009: Faun(e) - 2010: The Third Light - 2010: dancingmadlybackwards - 2011: timelapse/(Mnemosyne) - 2011: somewhere music is playing... - 2015: Tristan + Isolde |

## Auszeichnungen (Auswahl)
- Goldene Maske als Bester Choreograf für Reverence (2006)
- Choo San Goh Choreography Award für The Gentle Chapters (2006)
- Prix Benois de la Danse als Bester Choreograf für The Grey Area (2003)
- Nominierung für den Golden Swan Award für 00:00 (2004/2005)